# 21614 Grochowski
21614 Grochowski (1999 JW75) là một tiểu hành tinh vành đai chính được phát hiện ngày 10 tháng 5 năm 1999 bởi Nhóm nghiên cứu tiểu hành tinh gần Trái Đất phòng thí nghiệm Lincoln ở Socorro.